# دیسکسیون شریانی
دیسکسیون شریانی پارگی در دیواره شریان است که به خون اجازه می‌دهد لایه‌های دیواره را جدا کند. چندین نوع از این عارضه وجود دارد. پارگی تقریباً همیشه در دیواره‌های شریانی اتفاق می‌افتد، اما پارگی دیواره سیاهرگ مستند شده است.
با جدا کردن بخشی از دیواره شریان (لایه ای از تونیکا میانی یا در برخی موارد تونیکا انتیما)، پارگی دو مجرا یا گذرگاه درون رگ ایجاد می‌کند، که شامل مجرای اصلی یا واقعی و مجرای کاذب ایجاد شده توسط فضای جدید درون دیواره سرخرگ است. هنوز مشخص نیست که آیا پارگی درونی‌ترین لایه، یعنی تونیکا انتیما، نسبت به پارگی در تونیکا مدیا، ثانویه است یا خیر. دیسکسیون‌هایی که منشأ آن‌ها در لایه میانی است، به‌دلیل اختلال در رگ‌های عروق ایجاد می‌شوند. تصور می‌شود که اختلال در عملکرد وازاوم یکی از علل زمینه‌ای این عارضه است.

## توصیفات
زمانی که رشد مجرای کاذب از پرفیوژن مجرای واقعی و اندام‌های انتهایی مرتبط جلوگیری می‌کند، دیسکسیون‌های شریانی تهدیدکننده زندگی محسوب می‌شوند. به عنوان مثال، در دیسکسیون آئورت، اگر روزنه شریان ساب کلاوین چپ دورتر از مبدأ دیسکسیون باشد، گفته می‌شود که ساب کلاوین چپ توسط مجرای کاذب پرفیوژن می‌شود، در حالی که کاروتید مشترک چپ (و اندام انتهایی آن، نیمکره چپ مغز) اگر نزدیک به دیسکسیون باشد، توسط مجرای واقعی پرفیوژن می‌شود.

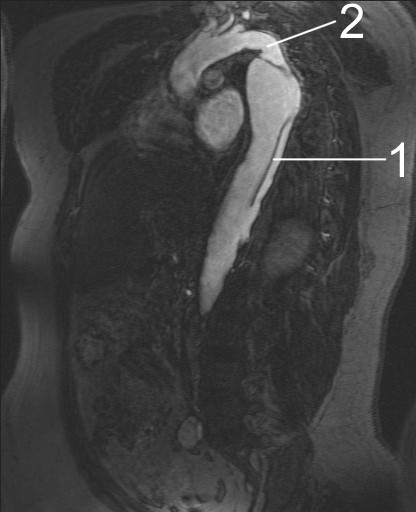
ام‌آرآی دیسکسیون آئورت ۱ آئورت با دیسکسیون پایین می‌آید ۲ تنگه آئورت

عروق و اندام‌هایی که از یک مجرای کاذب پرفیوژن می‌شوند ممکن است از این نظر از خوب پرفیوژن شده تا به درجات مختلفی، از پرفیوژن معمولی تا بدون پرفیوژن متفاوت باشند. در برخی موارد، ممکن است آسیب یا نارسایی اندام انتهایی اندکی دیده شود. به‌طور مشابه، رگ‌ها و اندام‌هایی که از مجرای واقعی پرفیوژن می‌شوند اما در قسمت دورتر از دیسکشن قرار دارند ممکن است به درجات مختلفی پرفیوژن شوند. در مثال بالا، اگر دیسکسیون آئورت از پرفیوژن پروگزیمال به شریان ساب کلاوین چپ تا آئورت نزولی میانی گسترش یابد، شریان‌های ایلیاک مشترک از مجرای واقعی دورتر تا دیسکسیون پرفیوژن می‌شوند، اما به دلیل انسداد مجرای واقعی آئورت در معرض خطر سوءپرفیوژن قرار می‌گیرند.

## انواع
مثالها عبارتند از:
- دیسکسیون آئورت (آئورت)
- دیسکسیون عروق کرونر (شریان کرونری) که به آن تشریح عروق کرونر خود به خود یا SCAD نیز گفته می‌شود.
- دیسکسیون شریان ریوی (شریان ریوی) یک وضعیت بسیار نادر به عنوان یک عارضه فشار خون ریوی[۳]
- دیسکسیون شریان کاروتید (شریان کاروتید)
- دیسکسیون عروق گردنی (شریان مهره ای)

## ویژگی‌های مشترک
به عنوان یک خانواده بیماری، کالبد دیسکسیون شریانی ویژگی‌های مشترکی دارد، از جمله انواع خطر ژنتیکی مشترک و مسیرهای مولکولی معمولاً مختل. این شامل اختلال در مسیر فاکتور رشد تغییردهنده بتا، مسیرهای شبکه برون‌سلولی، متابولیسم سلولی و انقباض سلول‌های ماهیچه صاف عروقی است. انواع ژن‌ها شامل ژن‌های کلاژن COL1A1، COL1A2، COL3A1، COL4A1، COL5A2، و همچنین ژن‌های ماتریکس خارج سلولی FBN1، FBN2، LOX, MFAP5. TGF-β مسیرهای ژن LRP1، TGFBR2، TGFB2. ژن‌های مسیر اسکلت سلولی/انقباضی و PHACTR1، MYLK, PRKG1، و TLN1 و ژن سلول ماهیچه صاف عروقی SLC2A10 همگی در حداقل دو نوع دیسکسیون شریانی دخیل هستند. برخی بیماری‌های همراه مانند لوپوس نیز ممکن است خطر این عارضه را افزایش دهند.